# St. Anger
St. Anger osmi je studijski album američkog thrash metal sastava Metallica, objavljen 5. lipnja 2003. godine, šest godina nakon prethodnog albuma ReLoad. 
Album se nalazio na prvom mjestu na top listama u 30 država, uključujući i američki Billboard 200. Vodeći istoimeni singl "St. Anger" osvojio je nagradu Grammy za najbolju metal izvedbu. 
Posljednji je album koji producira Bob Rock; idući album, Death Magnetic, producira Rick Rubin.

## Popis pjesama
Tekstovi i glazba: James Hetfield, Lars Ulrich, Kirk Hammett i Bob Rock. 
| 1.    | »Frantic«              | 5:50 |
| 2.    | »St. Anger«            | 7:21 |
| 3.    | »Some Kind of Monster« | 8:26 |
| 4.    | »Dirty Window«         | 5:25 |
| 5.    | »Invisible Kid«        | 8:30 |
| 6.    | »My World«             | 5:46 |
| 7.    | »Shoot Me Again«       | 7:10 |
| 8.    | »Sweet Amber«          | 5:27 |
| 9.    | »The Unnamed Feeling«  | 7:08 |
| 10.   | »Purify«               | 5:14 |
| 11.   | »All Within My Hands«  | 8:46 |
| 75:03 |                        |      |

## Osoblje
| Metallica - James Hetfield – vokali, ritam gitara - Kirk Hammett – glavna gitara, prateći vokali - Lars Ulrich – bubnjevi Dodatni glazbenici - Bob Rock – bas-gitara, produkcija, snimanje, miksanje | Ostalo osoblje - Vlado Meller – masteriranje - Pushead – naslovnica - Anton Corbijn – fotografija - Mike Gillies – inženjer zvuka, uređivanje - Eric Helmkamp – inženjer zvuka - Matt Mahurin – ilustracije |

### Album
| Top lista (2003.) | Pozicija |
| ----------------- | -------- |
| SAD Billboard 200 | 1        |
| Kanada            | 1        |
| Portugal          | 1        |
| Italija           | 4        |
| Španjolska        | 2        |
| Japan             | 1        |
| Australija        | 1        |

### Singlovi
| Singl                  | Top lista (2003.)                     | Pozicija |
| ---------------------- | ------------------------------------- | -------- |
| "Frantic"              | U.S. Billboard Mainstream Rock Tracks | 21       |
| "Frantic"              | UK Singles Chart                      | 32       |
| "St. Anger"            | U.S. Billboard Mainstream Rock Tracks | 2        |
| "St. Anger"            | U.S. Billboard Modern Rock Tracks     | 17       |
| "St. Anger"            | U.S. Billboard Hot 100                | 76       |
| "St. Anger"            | UK Singles Chart                      | 4        |
| "Some Kind of Monster" | U.S. Billboard Mainstream Rock Tracks | 19       |
| "Some Kind of Monster" | UK Singles Chart                      | 76       |
| "The Unnamed Feeling"  | U.S. Billboard Mainstream Rock Tracks | 28       |
| "The Unnamed Feeling"  | UK Singles Chart                      | 138      |

### Naklada
| Država | Prodaja   | Naklada       |
| ------ | --------- | ------------- |
| SAD    | 1,770,000 | 2x platinasta |

## Vanjske poveznice
- Službena stranica  Arhivirana inačica izvorne stranice od 6. prosinca 2008. (Wayback Machine)